# Plantago stenophylla
Plantago stenophylla är en grobladsväxtart som beskrevs av Merrill och Perry. Plantago stenophylla ingår i släktet kämpar, och familjen grobladsväxter. Inga underarter finns listade i Catalogue of Life.